# 市議会だよりさいたま ロクマル
市議会だよりさいたま ロクマル（しぎかいだよりさいたま ロクマル）は、さいたま市議会が発行している広報紙。

## 概要
2001年5月1日、浦和市、大宮市、与野市の合併によるさいたま市が成立したことにより、さいたま市議会が設置された。これに伴い、「市議会だよりさいたま」として2001年7月1日創刊。2009年2月1日発行の第34号から、紙面刷新により「ロクヨン」の愛称がつき、2011年6月1日発行の第44号より議員定数の削減により「ロクマル」となる。愛称は、さいたま市議会の議員定数（64人→60人）にちなむ。
表紙には「ロクマル=60　60人の議員は市民の代表。さいたま市議会の動きをコンパクトに伝えます。」と記されている。年に原則4回発行され、さいたま市の広報紙「市報さいたま」と同封で市内全世帯に配布される。しかし、2020年5月1日発行の第82号は、市内全世帯への配布を前に「表紙のイラストが時節的に不適切」と多数の議員から疑問視する声が上がった事を受けて、世帯配布とさいたま市の公共施設や市内の鉄道駅（一部のみ）での配布を中止（音声版及び点字版は予定通り配布）して、各区の区役所内にある情報公開コーナーとさいたま市図書館の全館及び、市議会の公式サイトから閲覧する形になった。なお、本来の冊子は市議会の議会局秘書課で希望者に直接または郵送にて配布することになった。その後、同年8月1日発行の第83号でこの一件に関する経緯とお詫びが掲載された。
社団法人日本パブリックリレーションズ協会主催の2011年度「PRアワードグランプリ」でグランプリを受賞した。

## バックナンバー（「ロクヨン」以降）
| ナンバー | 発行日    | 表紙のイラスト                                                              | 表紙の見出し |
| -------- | --------- | --------------------------------------------------------------------------- | --- |
| No.103   | 2025.5.1  | さいたまアルファベット「岩槻区（やまぶき・鷹狩り行列・ひな人形 など）」     | 知りたい情報が満載! 市議会ホームページ活用術                                                                                |
| No.102   | 2025.2.1  | さいたまアルファベット「中央区（バラ・けやきひろば・大正時代まつり など）」 | インタビュー 芥川賞作家・九段理江さん                                                                                       |
| No.101   | 2024.12.1 | さいたまアルファベット「南区（ひまわり・別所沼公園・浦和よさこい など）」   | アンケート調査! 大学生のリアルボイス                                                                                        |
| No.100   | 2024.8.1  | さいたま市の全行政区の「区の花」をあしらったリース                          | おかげさまで創刊100号 「市議会だよりさいたま」の軌跡                                                                        |
| No.99    | 2024.5.1  | さいたまアルファベット「北区（菜の花・盆栽・漫画会館など）」                | どうやってできるの? 「予算」と「条例」                                                                                      |
| No.98    | 2024.2.1  | さいたまアルファベット「桜区（サクラソウ・サクラ・秋ヶ瀬公園など）」        | 浦和レッドダイヤモンズ 西川周作選手が市議会を訪問!                                                                          |
| No.97    | 2023.12.1 | さいたまアルファベット「大宮区（さくら・鉄道・十日市など）」                | 聞かせて! 今、高校生(中等教育学校生)が考えていること                                                                        |
| No.96    | 2023.8.1  | さいたまアルファベット「緑区（サクラ・ハナミズキ・シラサギなど）」          | 議員さんってどんなことしてるの?                                                                                             |
| No.95    | 2023.6.1  | さいたま市のジグソーパズルに集う議員たち                                    | シン・さいたま市議会! |
| No.94    | 2023.4.30 | さいたま模様「西区（アジサイ・お囃子・大宮花の丘農林公苑）」                | 追跡！あの提言どうなった？                                                                                                  |
| No.93    | 2023.2.1  | さいたま模様「岩槻区（岩槻人形・時の鐘・やまぶき）」                        | 市議会のテレビ広報番組「ようこそさいたま市議会へ」は、こうやって作っています！                                              |
| No.92    | 2022.12.1 | さいたま模様「見沼区（クマガイソウ・カワセミ・フナノ・サクラ）」            | フリーアナウンサー青木裕子さんが決算特別委員会を傍聴                                                                        |
| No.91    | 2022.8.1  | さいたま模様「浦和区（サッカー・ニチニチソウ）」                            | 教えて博士！委員会ってなんですか？                                                                                          |
| No.90    | 2022.5.1  | さいたま模様「中央区（バラ・彩の国さいたま芸術劇場）」                      | 車いすバスケットボール日本代表 赤石竜我さんが予算委員会を傍聴                                                               |
| No.89    | 2022.2.1  | さいたま模様「桜区（サクラソウ・サクラ・秋ヶ瀬公園の野鳥・電波塔）」        | 議会ってどんなトコ？ |
| No.88    | 2021.12.1 | さいたま模様「大宮区（鉄道・大栄橋・さくら）」                              | 市誕生20周年特別企画第2弾 データから見るさいたま市議会                                                                      |
| No.87    | 2021.8.1  | さいたま模様「南区（ヒマワリ、浦和競馬場、別所沼公園）」                    | 市誕生20周年特別企画 さいたま市議会20年のあゆみ                                                                             |
| No.86    | 2021.5.1  | さいたま模様「北区（風車と菜の花・盆栽・りす）」                            | 議会がしっかりチェックします！さいたま市の新年度予算                                                                        |
| No.85    | 2021.2.1  | さいたま模様「緑区（見沼通船堀・サクラ・シラサギ）」                        | 俳優・大野拓朗さんインタビュー 市議会のことや自身の育ったさいたま市のこと、コロナ禍での海外経験などを語っていただきました。 |
| No.84    | 2020.12.1 | さいたまDiary「岩槻人形博物館」                                             | 委員会が熱い! 身近なテーマで白熱した議論が交わされる「委員会」。そんな委員会にスポットを当ててご紹介します。                |
| No.83    | 2020.8.1  | さいたまDiary「キッチンカー（さいたま市役所）」                             | あなたはどのタイプ? 自宅から議会の動きをチェック                                                                            |
| No.82    | 2020.5.1  | さいたまDiary「秋葉の森総合公園」                                           | あの提言どうなった? 予算編成に向けて市議会が行った提言が、新年度予算にどう反映されたのか検証します。                        |
| No.81    | 2020.2.1  | さいたまDiary「動物愛護ふれあいセンター」                                   | 元サッカー日本女子代表選手柳田美幸さんインタビュー ～地域とともに育むサッカーのまち～                                       |
| No.80    | 2019.12.1 | さいたまDiary「旧坂東家住宅見沼くらしっく館」                               | 振り返って次に生かす さいたま市議会の決算審査                                                                               |
| No.79    | 2019.8.1  | さいたまDiary「沼影市民プール」                                             | 住みやすいまちをつくります! 新人議員の奮闘日記!!                                                                            |
| No.78    | 2019.6.1  | 「さいたま市」と言う名の料理について討議する料理人に扮した議員たち          | 新市議会 はじめました |
| No.77    | 2019.4.30 | さいたまDiary「与野公園 バラ園」                                            | 人形作家 金子友紀さん さいたま市議会本会議を傍聴                                                                            |
| No.76    | 2019.2.1  | さいたまDiary「りすの家（市民の森・見沼グリーンセンター）」                 | あなたも行ってみたくなる!? さいたま市議会 議会棟探検                                                                        |
| No.75    | 2018.12.1 | さいたまDiary「大湯祭・十日市（酉の市）」                                   | なぜ議会はあるのでしょうか ―これからの市議会に求められるものとは―                                                           |
| No.74    | 2018.8.1  | さいたまDiary「埼玉スタジアム2○○2公園 ちびっこ広場」                        | 主役はTokyoだけじゃない! Saitamaの魅力を世界へ!!                                                                            |
| No.73    | 2018.5.1  | さいたまファンタジー「桜区」                                                | 一年の計は2月定例会にあり「さいたま市議会の39日間」                                                                         |
| No.72    | 2018.2.1  | さいたまファンタジー「岩槻区」                                              | ’17世界陸上銅メダリスト 藤光謙司さんが市議会を傍聴                                                                          |
| No.71    | 2017.12.1 | さいたまファンタジー「緑区」                                                | 平成28年度決算 さいたま市議会がチェック!                                                                                    |
| No.70    | 2017.8.1  | さいたまファンタジー「見沼区」                                              | 委員会って何をするところ?                                                                                                   |
| No.69    | 2017.5.1  | さいたまファンタジー「西区」                                                | 市の予算は市議会で厳しくチェック! 市の事業・税金の使い道を決める大事な新年度予算案。 市議会でしっかり審査を行っています!    |
| No.68    | 2017.2.1  | さいたまファンタジー「北区」                                                | 市議会って結構、面白い。 ～本会議の様子をのぞいてみよう！～                                                                 |
| No.67    | 2016.12.1 | さいたまファンタジー「浦和区」                                              | 元サッカー日本代表 鈴木啓太さんが決算特別委員会を傍聴!                                                                      |
| No.66    | 2016.8.1  | さいたまファンタジー「中央区」                                              | 高校生議会を開催!! |
| No.65    | 2016.5.1  | さいたまファンタジー「南区」                                                | 大事なコトに必要な予算を! ～市議会が市の予算をチェック～                                                                    |
| No.64    | 2016.2.1  | さいたまファンタジー「大宮区」                                              | 特別委員会が重要テーマに取り組みます!                                                                                       |
| No.63    | 2015.12.1 | けやきひろば（イルミネーション）                                            | さいたま市議会がタケカワユキヒデさんにインタビュー!                                                                         |
| No.62    | 2015.8.1  | プラザノース                                                                | すべての議案は市政に通ず |
| No.61    | 2015.6.1  | 市議会本会議場に向かう議員たち                                              | さあ!次の4年がはじまる!! ～新しい60人が決まりました～                                                                       |
| No.60    | 2015.4.30 | 大宮花の丘農林公苑                                                          | 議会改革の取り組み ～市民に身近な議会を目指して～                                                                           |
| No.59    | 2015.2.1  | まちかど雛めぐり                                                            | 市政の課題はココにある! 市議会の一般質問                                                                                    |
| No.58    | 2014.12.1 | 北浦和公園 音楽噴水                                                         | 税金は有効に使われたのか? 25年度の決算審査が行われました                                                                    |
| No.57    | 2014.9.1  | 芝川の調節池                                                                | くらしに身近なコトを話し合う場、それが市議会の委員会です。                                                                  |
| No.56    | 2014.5.1  | 見沼通船堀公園                                                              | わたしはここに注目しています!                                                                                               |
| No.55    | 2014.2.1  | 荒川周辺サイクリングロード                                                  | 若者もここまで考えている! これからの市政に期待すること。                                                                    |
| No.54    | 2013.12.1 | 鉄道博物館ルート                                                            | 昨年度の決算をチェック! 次の予算に生かすべき16の提言。                                                                      |
| No.53    | 2013.8.1  | 別所沼公園                                                                  | 本会議だけじゃない! 市議会の委員会が市政の課題を徹底的に議論                                                                |
| No.52    | 2013.5.1  | 大宮薪能                                                                    | 25年度の予算が決まりました。                                                                                                |
| No.51    | 2013.2.1  | さいたま市 10区の花                                                         | 20歳の市議会レポート |
| No.50    | 2012.12.1 | くわいと紅赤                                                                | 年に一度の決算チェック |
| No.49    | 2012.8.1  | 芸術劇場のある街                                                            | 新しい議長・副議長が就任し、60人で新体制がスタート。                                                                        |
| No.48    | 2012.5.1  | 盆栽                                                                        | あなたの関心事に市の予算はどのくらい使われる?                                                                               |
| No.47    | 2012.2.1  | ひな人形の三人官女                                                          | 紙上体験!「さいたま市議会」                                                                                                 |
| No.46    | 2011.12.1 | 列車のヘッドマーク                                                          | さいたま市議会でなでしこジャパン佐々木監督にインタビュー!                                                                   |
| No.45    | 2011.8.1  | 浦和のうなぎ                                                                | 東日本大震災で気付いた＆考えたことを市民アンケートで伺いました。                                                            |
| No.44    | 2011.6.1  | ロクヨンからロクマルへ                                                      | 新しいさいたま市議会がいよいよスタート!                                                                                     |
| No.43    | 2011.4.30 | 青少年宇宙科学館                                                            | 23年度の予算の使いみちが決まりました。                                                                                      |
| No.42    | 2011.2.1  | 大栄橋                                                                      | 埼玉大学の学生６人が議会を体験！                                                                                            |
| No.41    | 2010.12.1 | さいたま新都心けやきひろば                                                  | 決算特別委員会を開催しました。                                                                                              |
| No.40    | 2010.8.1  | 岩槻城址公園                                                                | テーマ別に活動している委員会を特集します。                                                                                  |
| No.39    | 2010.5.1  | 青葉園のフジ                                                                | わたしたちのお金、何にどれくらい使うの？ 22年度の予算が決まりました                                                         |
| No.38    | 2010.2.1  | 沼影公園アイススケート場                                                    | 市民と市議会、どう関わっていけばいいの？                                                                                    |
| No.37    | 2009.12.1 | 旧坂東家住宅見沼くらしっく館                                                | 20年度決算を審査しました |
| No.36    | 2009.8.1  | 大間木ドッグラン                                                            | 新市長に17人が一般質問 |
| No.35    | 2009.5.1  | 千貫樋水郷公園                                                              | だから、市議会は必要です！                                                                                                  |
| No.34    | 2009.2.1  | 見晴公園の風車                                                              | 市議会について市民にアンケートしました。                                                                                    |